# In a World...
In a World... (conocida en español como La voz de una generación en España y Encontrando tu voz... en Argentina) es una película de comedia estadounidense de 2013 escrita, dirigida y coproducida por Lake Bell. La película está protagonizada por Bell como un entrenadora vocal que hace avances de películas. La película está coprotagonizada por Demetri Martin, Fred Melamed, Rob Corddry, Michaela Watkins, Ken Marino, Nick Offerman y Tig Notaro. La película es conocida por cruzar exitosamente géneros que la convierten en más que una comedia romántica ordinaria.
La película se estrenó en el Festival de Cine de Sundance de 2013 en enero y tuvo su debut internacional en Sundance Londres en abril antes de su estreno en cines en agosto de 2013. La película recaudó 3,1 millones de dólares con un presupuesto de producción de menos de 1 millón de dólares. La mayor parte del ingreso bruto fue nacional. Bell presenta el tema como un interés de toda la vida y una búsqueda natural basada en sus experiencias de vida. Aunque trabajó en la película durante años, se rodó en Los Ángeles en menos de tres semanas. Ha recibido críticas positivas de la crítica y elogios de instituciones como el Festival de Cine de Sundance y el National Board of Review.

## Argumento
La película comienza con un homenaje a imágenes del fallecido pionero de la locución Don LaFontaine. Sam Sotto es un actor de Hollywood conocido como el «rey de las locucioness» por su extenso trabajo de narración y locución. Con una autobiografía recientemente publicada, está a punto de recibir un premio a su trayectoria al cumplir 60 años. Su hija de 31 años, Carol Solomon, es una entrenadora vocal en apuros que siempre ha sido eclipsada por su padre. Ella acepta ayudar a Eva Longoria en su acento como esposa de un jefe de la mafia británica. Sam obliga a Carol a mudarse de su casa para poder vivir con su novia Jamie, que es un año menor que ella. Carol se va para quedarse con su hermana mayor Dani y su marido Moe.
Una próxima serie de películas, The Amazon Games, planea recuperar la línea In a world... («En un mundo...») que LaFontaine hizo famosa. La voz en off del tráiler es muy buscada. Sam se retira para que su amigo y heredero aparente, Gustav Warner, pueda asumir el papel, pero Gustav desarrolla laringitis y no se presenta a la grabación de un temp track. Carol está en el estudio haciendo otro trabajo con el ingeniero Louis y sustituye a Gustav. Katherine Huling, productora ejecutiva de la serie, decide que quiere a Carol para el trabajo. También consigue otros trabajos de doblaje, pero se olvida de contarle a su ensimismado padre sobre su nuevo éxito. Gustav y Sam desprecian a la mujer desconocida que les «robó» el trabajo.
Carol visita a Dani en el hotel donde trabaja como conserje. Intrigada por la voz de un invitado irlandés coqueteador, le pide a Dani que lo entreviste y lo grabe para su archivo de voz. Durante la entrevista, Dani finge estar soltera. Carol se une a Sam y Jamie en una fiesta en la mansión de Gustav. Gustav coquetea con ella y ella termina pasando la noche. Mientras espera que Dani regrese del trabajo, Moe escucha la grabación de su entrevista con el huésped del hotel y se sorprende por su mentira. Sale del apartamento después de que llega Dani.
Los rumores sobre Carol y Gustav se difunden rápidamente. Gustav se jacta ante Sam de su noche con una fiestera, y cuando se entera de que ella es la mujer que compite por el trabajo, decide seguir persiguiéndola, sin darse cuenta aún del todo de quién es. Sam y Jamie organizan una comida para sus hijas. Resulta que Carol es la mujer misteriosa que compite por el codiciado puesto. Él está indignado, furioso con Gustav y desdeñoso con Carol, lo que hace que ella se vaya enojada. Sam promete competir él mismo por el trabajo. Dani está angustiada por su marido y Carol registra en secreto su angustia y le envía el mensaje a Moe para que le ayude a recuperarlo.
La competencia por el puesto se intensifica. Los tres deberán enviar grabaciones para que el estudio decida entre ellos. Carol está lista para abandonar los estudios, pero Louis defiende su causa y también explica que le gusta. Ella admite que él también le gusta. Trabajan juntos para producir la grabación de la audición y luego se divierten juntos. Al final de la noche, Louis finalmente besa a Carol.
Aunque Carol todavía está enojada con su padre, Moe insiste en que ella y Dani vayan a los Golden Trailer Awards, donde Sam recibirá un premio a su trayectoria. Allí se revela el tráiler de The Amazon Games; Carol consiguió el trabajo y está eufórica. Sam se marcha furioso y Jamie lo reprende, amenazando con dejarlo si no crece y muestra apoyo a sus hijas. Durante su discurso de aceptación, Sam se muestra magnánimo en la victoria y dedica el premio a sus hijas. En el baño de mujeres, Carol se encuentra con Huling, quien le dice sin rodeos que ella no era la mejor persona para el trabajo, pero que fue elegida por el mayor significado de tener una mujer en ese papel. Carol regresa a su trabajo como entrenadora de voz, ayudando a mujeres con baja autoestima, tonos agudos y voces chillonas a hablar menos como una «muñeca» o «bebé sexy» y ser tomadas más en serio como mujeres maduras, usando su voz en off en el tráiler de The Amazon Games como inspiración.

## Reparto
- Lake Bell como Carol Solomon.
- Fred Melamed como Sam Sotto.
- Michaela Watkins como Dani Solomon.
- Ken Marino como Gustav Warner.
- Demetri Martin como Louis.
- Rob Corddry como Moe.
- Alexandra Holden como Jamie.
- Nick Offerman como Heners.
- Geena Davis como Katherine Huling.
- Eva Longoria como ella misma.
- Tig Notaro como Cher.
- Stephanie Allynne como Nancy.
- Jason O'Mara como Mr. Pouncer.
- Talulah Riley como Pippa.
- Melissa Disney como Melinda Chisney.
- Olya Milova como Mimi.
- Córcega Wilson como Stacy.
- Yelena Protsenko como Alla.
- Carly Chaikin como Insoportable.
- Janicza Bravo como Snacks.
- Marc Graue como él mismo.
- Joe Cipriano como él mismo.
- Mark Elliott como él mismo.
- Don LaFontaine como él mismo (material de archivo).
- Jeff Garlin como él mismo (sin acreditar).[1]

## Producción
La película está protagonizada por Bell como Carol Solomon, una entrenadora vocal que intenta hacer trabajos de voz en off para avances de películas. El título de la película se inspiró en la frase utilizada por Don LaFontaine para iniciar muchos avances de películas. Según Bell, casi ningún avance de película notable ha empleado locutoras femeninas, excepto 60 segundos (2000), que utilizó a Melissa Disney. La afirmación de Bell fue respaldada por una encuesta aproximada de los productores de tráileres publicada en The Kansas City Star por Andy Isaacson de The New York Times. A Bell le había intrigado que la prototípica voz «omnisciente» detrás de los avances de las películas fuera masculina. Esto la inspiró a escribir una historia en la que una protagonista femenina buscaba superar este prejuicio, lo que resultó en su debut como escritora, directora y productora de largometraje. El guion de la película se basó en el interés de toda la vida de Bell por los matices de las voces, los acentos, los dialectos y los patrones del habla. Su papel de producción y su desempeño como directora se basaron en el tiempo que pasó observando a los equipos preparar escenas en lugar de relajarse en su tráiler.

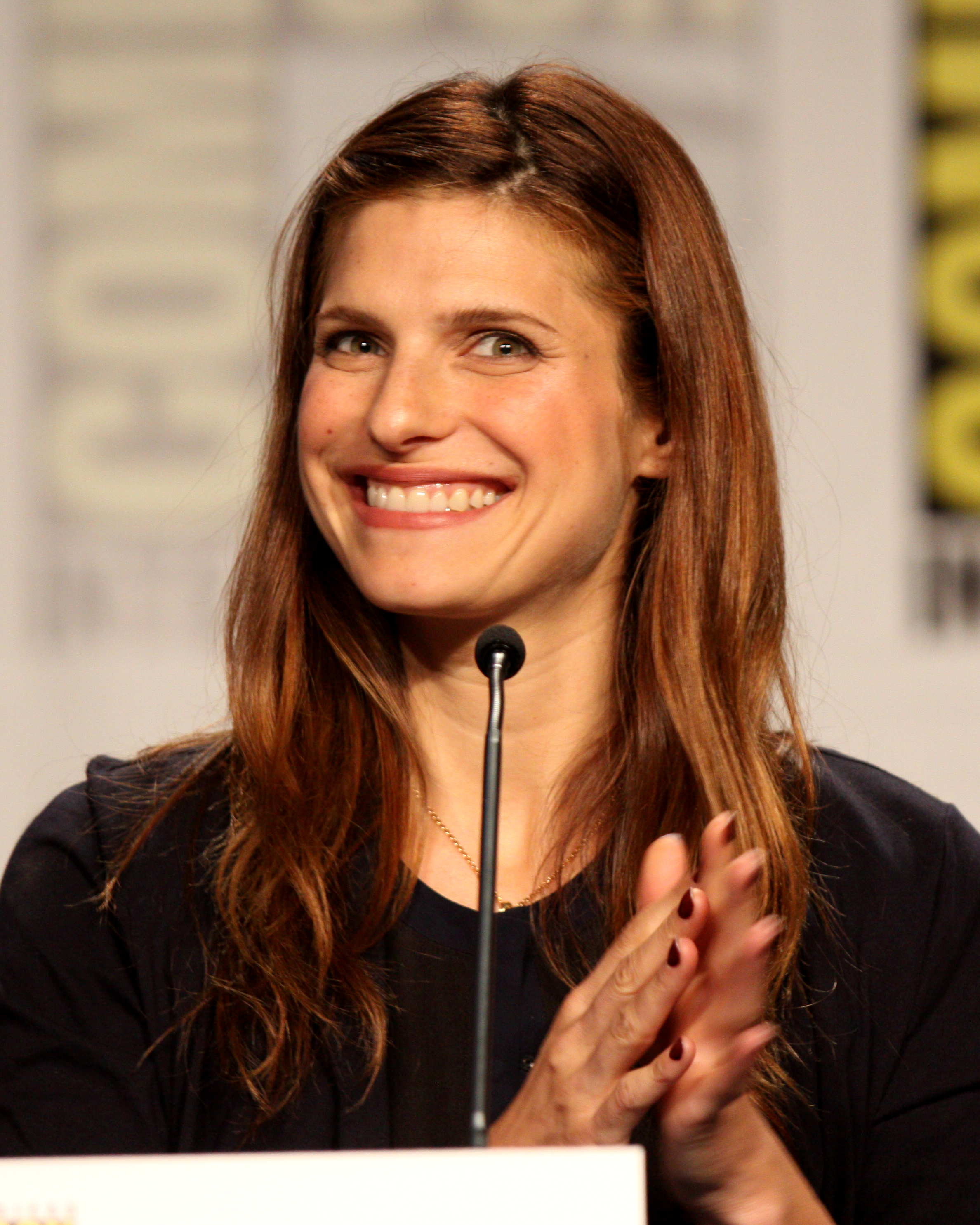
Lake Bell en 2011, cuando experimentó con la dirección dirigiendo un cortometraje.

Bell pasó años retocando el guion antes de dejar que alguien lo viera. Luego, reescribió repetidamente el guion para entregárselo a su agente de actuación para que lo distribuyera en busca de un director. Finalmente, después de una búsqueda infructuosa, el agente explicó que Bell debería dirigirlo ella misma. Esto la abrumó, por lo que decidieron que debía escribir y dirigir un cortometraje, lo que dio como resultado Worst Enemy (2011), cuya admisión en Sundance le dio la confianza para dirigir. Bell escribió el guion pensando en personas concretas, con la esperanza de que estuvieran interesadas en el proyecto, y explicó: «Me inspiré en elegir no sólo a personas que sean grandes comediantes sino [...] que tengan una vida compleja [...] Sabía que había una profundidad allí que quería aprovechar». Sin embargo, el papel de Notaro fue escrito originalmente para un hombre. Los papeles fueron extraídos de conocidos, amigos, familiares y de ella misma. Bell también reclutó a su entonces novio Scott Cambell como asistente de arte para la película.
Aunque la producción tomó un total de siete meses, el rodaje se limitó a 20 días en Los Ángeles. Aunque filmada en Los Ángeles, Bell evitó deliberadamente incluir elementos locales icónicos tanto como fuera posible. No obstante, las ubicaciones incluyen las siguientes: el  Celebrity Centre, el California Club, el lobby del Millennium Biltmore Hotel, y KCET Studios. Bell hizo un extenso trabajo de preparación antes de la película, trayendo largas notas al plató de filmación. Ella cuenta con El rey de la comedia, Hannah y sus hermanas, Bob & Carol & Ted & Alice y Ruth, una chica sorprendente como inspiraciones cinematográficas. Consideró a Martin Scorsese, Woody Allen, Alexander Payne, Thomas McCarthy, Miranda July, Jay Duplass y Mark Duplass como inspiraciones como directores. Filmó utilizando planos al estilo de un drama, aunque la película es una comedia. Ken Marino sugirió la escena del beso en la nariz, e hizo reír tanto a Bell que le dijo que tendría que hacerlo dos veces. La banda sonora de la película fue escrita por Ryan Miller de Guster y se estrenó el 24 de septiembre de 2013.

## Lanzamiento

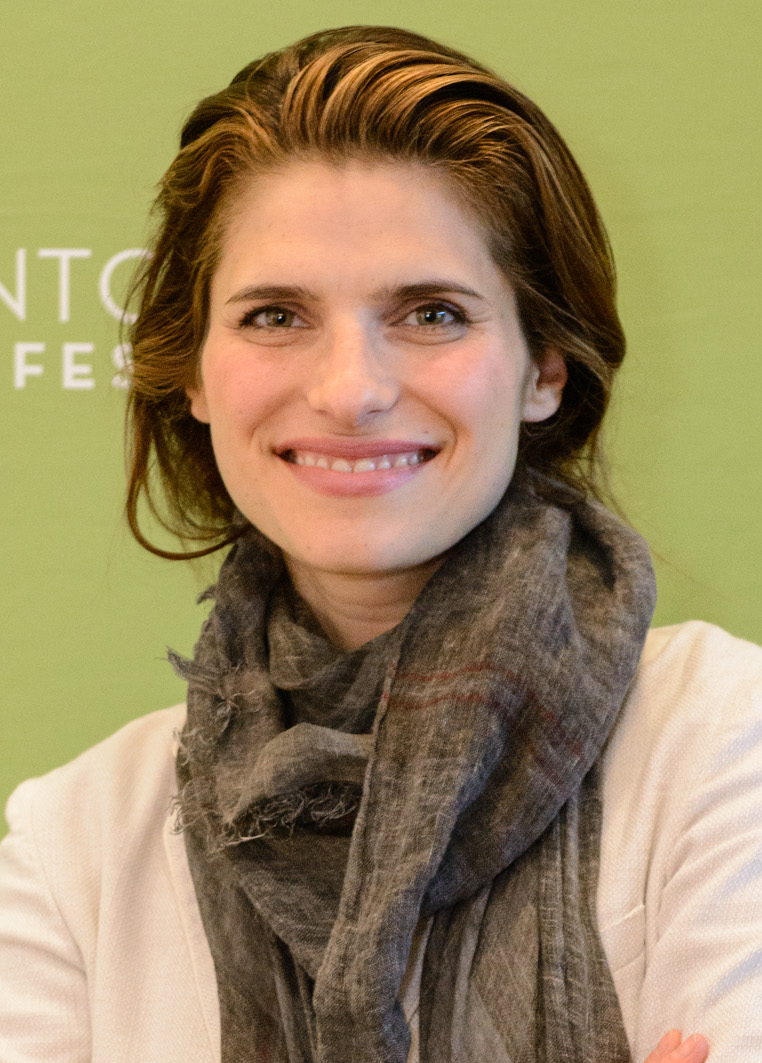
Bell en 2013, cuando In a World... marcó su debut como escritora, directora y productora de largometrajes.

La película fue bien recibida en la ceremonia del Festival de Cine de Sundance del 26 de enero de 2013, ganando el Premio al Guion Dramático de Estados Unidos. En febrero, fue adquirida por Roadside Attractions para la distribución nacional en Norteamérica y por Sony Pictures Worldwide Acquisitions para la distribución internacional. La película tuvo su estreno internacional del 25 al 28 de abril de 2013 en Sundance London. La fecha de lanzamiento en DVD fue el 21 de enero de 2014.

## Recepción

### Taquilla
La película se estrenó en tres salas el 9 de agosto de 2013, con una recaudación total de 70 980 dólares, lo que la convierte en la número uno del fin de semana en términos de recaudación bruta promedio general por sala (23 660 dólares). Roadside Attractions planeó expandirse gradualmente y lanzar la película a más salas. La recaudación bruta mundial final fue de 3,1 millones de dólares ($ 4.05 millones actualmente). Las fuentes coinciden en que el total nacional fue de 2,96 millones de dólares ($ 3.87 millones actualmente), pero difieren en si el total internacional fue de $ 175 940 ($ 230130 actualmente) o $ 151 051 ($ 197575 actualmente). La película también tuvo unas ventas brutas de vídeo a nivel nacional de 627 211 dólares (820392 dólares actualmente). El presupuesto de producción fue de aproximadamente 1 millón de dólares (1.31 dólares millones de dólares en 2023).

### Respuesta crítica
El sitio web agregador de reseñas Rotten Tomatoes le otorga a la película una puntuación del 92% según 130 reseñas. El consenso del sitio es: «Una sátira divertida y bien escrita para cinéfilos, In a World... demuestra un comienzo auspicioso para la escritora, directora y estrella Lake Bell». Metacritic le otorga a la película una puntuación promedio ponderada de 79/100 basada en reseñas de 30 críticos, lo que indica «críticas generalmente favorables». Esta fue la segunda puntuación más alta de Metacritic para una película de comedia en 2013. Según las encuestas realizadas por CinemaScore, el público le dio a la película una calificación B+, en una escala de A a F.
A. O. Scott de The New York Times elogió la actuación de Bell por su «mezcla de desconfianza, tontería y encanto», así como por el resultado engañosamente «complejo y ambicioso» de sus conocimientos de escritura y dirección. Si bien señala que Bell es un excolaboradora de la publicación, Todd McCarthy de The Hollywood Reporter comenta que la película es «una comedia animada, a veces muy divertida» que ofrece una «mirada divertida a un rincón rara vez visitado del mundo del espectáculo», que es el mundo de los locutores de Hollywood. McCarthy describe a Sam como «genial e intimidante» y a Carol como un «cable vivo neurótico y encantador» que también es «bien formado e ingenioso». Carol «tiene una gran entrega y es maravillosa con los acentos y dialectos», según McCarthy. McCarthy señala que «todos los actores tienen personalidades bien definidas», pero que Melamed «domina formidablemente» la película. El crítico británico Mark Kermode elogió la película por su humor «agudo y muy sarcástico», dijo que «tiene suficiente mordiente y se mantiene en el lado correcto de lo amargo» y reservó un elogio especial para Melamed, cuya actuación calificó de «absolutamente brillante». También elogió a Bell por evitar la visión interna «engreída y egoísta» con la que él afirma fallan otras películas de Hollywood y los personajes bien observados, y aunque no cree que sea un gran éxito, dice que cree que merece tener un buen desempeño. Según National Public Radio, la comedia tiene una «historia conmovedora sobre el empoderamiento femenino» subyacente, con el personaje de Bell, Carol, como contraparte de la industria de voz en off de Rocky Balboa. John Anderson de Variety señala que la película logra su objetivo más importante: generar algo de interés en la industria de la voz en off para una amplia audiencia. La describe como «una risa alegre sobre el despiadado negocio de la locución en Los Ángeles» y «una película con demasiadas líneas de risa para ser absorbida de una sola vez». Anderson describe a Bell como una «protagonista magnética, inteligente y alegremente excéntrica en la tradición de Carole Lombard». Claudia Puig de USA Today señaló que la película empleó una «premisa nueva y personajes convincentes» y elogió su engañosa simplicidad al combinar múltiples géneros (relación entre hija adulta y padre anciano, una historia de coming-of-age tardío, una sátira vivaz, una dulce comedia romántica y una saga feminista sutilmente inspiradora). Betsy Sharkey, de Los Angeles Times, encontró la película entrañable a pesar de sus defectos, que incluían una protagonista «de mal humor». En una reseña para la intelectualidad en The Independent, Geoffrey Macnab describe intelectualmente la película como un deleite y un triunfo sorprendentes respaldados por la dirección «refrescantemente sutil y discreta» de Bell y el guion independiente «bien escrito».
En Slate, Jessica Grose criticó a Bell por reforzar la asociación negativa entre las mujeres y la entonación ascendente alta (que, según ella, citando al lingüista Mark Liberman, no es más exhibido por las mujeres que por los hombres) y los alevines vocales, aunque Bell también defiende que las mujeres hablen más bajo que su voz natural, lo que contribuye a la frialdad vocal; al escribir, «lo que ella defiende es que las mujeres deberían tener voces bajas para sonar inteligentes, o incluso sexys. Dado que obviamente se preocupa por el avance de las mujeres, tal vez debería dejar de instruirles que necesitan sonar como tipos». En Collider, Matt Goldberg describe la película como un «lío confuso» que de alguna manera lo convenció a pesar de encontrar su ritmo deficiente, su trama confusa y su falta de profundidad.

### Reconocimientos
In a World... ganó el premio al guion dramático de los Estados Unidos en el Festival de Cine de Sundance de 2013, donde debutó el 20 de enero. Bell dijo que sentía que ya había ganado simplemente por haber sido aceptada para competir en Sundance. Bell fue nominado a Mejor Primer Guion en los premios Spirit de 2014. Bell fue honrada con el Premio al Avance del Año (compartido con Joshua Oppenheimer por The Act of Killing) y fue incluida entre las 10 mejores actrices galardonadas por el Círculo de Críticos de Cine de Dublín.
La película fue reconocida por la National Board of Review como una de las 10 mejores películas independientes de 2013.
| Año  | Premio                                               | Categoría                  | Destinatarios                                 | Resultado |
| ---- | ---------------------------------------------------- | -------------------------- | --------------------------------------------- | --------- |
| 2013 | Festival de Cine de Sundance                         | Mejor guion                | Lake Bell                                     | Ganadora  |
| 2013 | Premios del Círculo de Críticos de Cine de Dublín    | Avance del año             | Lake Bell (compartido con Joshua Oppenheimer) | Ganadora  |
| 2014 | Premios de la Alianza de Mujeres Periodistas de Cine | Mejor directora            | Lake Bell                                     | Nominada  |
| 2014 | Premios de la Alianza de Mujeres Periodistas de Cine | Mejor guionista femenina   | Lake Bell                                     | Nominada  |
| 2014 | Premios Independent Spirit                           | Mejor guion de ópera prima | Lake Bell                                     | Nominada  |